# Nyakaraye
Nyakaraye är ett vattendrag i Burundi.   Det ligger i provinsen Mwaro, i den centrala delen av landet, 50 km öster om huvudstaden Bujumbura.
Omgivningarna runt Nyakaraye är en mosaik av jordbruksmark och naturlig växtlighet. Runt Nyakaraye är det tätbefolkat, med 383 invånare per kvadratkilometer.